# 笠兼三
笠 兼三（りゅう けんぞう、1973年11月3日 - ）は東映マネージメント所属の俳優。

## プロフィール
神奈川県鎌倉市出身。神奈川県立長後高等学校、日本映画学校卒業。特技はスキー・剣舞。身長179cm。俳優の笠智衆は祖父で、祖父を描いたドキュメンタリードラマでは笠智衆の息子の笠徹を演じた。

## 出演

### テレビドラマ
- 海猿 第6話 - 尾北 役
- 利家とまつ〜加賀百万石物語〜（NHK大河ドラマ） - 脇坂安治役
- ホーム&アウェイ
- 子連れ狼
- 元カレ
- 女医
- いちばん暗いのは夜明け前 - 警察官役
- 水戸黄門 （TBS/C.A.L.）
  - 第34部 第9話「お娟の身代り見合い -盛岡-」（2005年） - 歳三
  - 第36部
    - 第6話「印籠の故郷守る師弟愛 -輪島-」（2006年） - 粂太郎
    - 第20話「祇園の夜の大騒動! -京都-」（2006年） - 宋助
- 臨場（テレビ朝日・2009年4月29日） - 大越巡査 役
- 相棒 Season 8 第5話「背徳の徒花」（テレビ朝日・2009年11月18日） - 沢村公平
- 特別ドキュメンタリードラマ・3.11 その日、石巻で何が起きたのか〜6枚の壁新聞（日本テレビ・2012年3月6日）
- 土曜ワイド劇場・「終着駅シリーズ26 殺意の奔流」（テレビ朝日・2012年10月27日） - 稲森巡査 役
- 警視庁捜査一課9係
  - season8 第2話（2013年7月17日） - 田所邦夫 役
  - （2017年） - 杉谷道夫
- 月曜ゴールデン
  - 「制服捜査1」（2013年） - 池畑主任
  - 「十津川警部シリーズ52」（2014年） - 今田利幸
  - 「制服捜査2」（2016年） - 大和田浩二
- 日曜ワイド おかしな弁護士2 （2018年1月14日、テレビ朝日） - 石田裁判官 役
- 特捜9（2018年） - 見村岳
- 特捜9 Season2（2019年） - 春楽亭柳三
- 大豆田とわ子と三人の元夫 第6話 (2021年) - 医師 役
- パンドラの果実科学犯罪捜査ファイル Season1 第10話（2022年6月25日、日本テレビ） - 尾北礼太 役
- 郷土の偉人シリーズ 名優 笠智衆〜春風のあるがごとし〜（2023年1月22日、テレビ熊本） - 笠徹 役[1][2]
- 連続ドラマW OZU 〜小津安二郎が描いた物語〜 第1話「出来ごころ」（2023年11月12日、WOWOW）[3]

### CM
- トヨタ

### 映画
- 日本の黒い夏─冤罪（2001年） - 柳田記者 役
- 地獄のお夜食（2003年）
- LIMIT OF LOVE 海猿 (2006年)  - 尾北 役
- 252 生存者あり（2008年）
- おくりびと（2008年）
- ボディ・ジャック （2008年） - 坂本竜馬 役
- 今度は愛妻家（2009年）
- 劇場版 超・仮面ライダー電王&ディケイド NEOジェネレーションズ 鬼ヶ島の戦艦（2009年） - 釣り人 役
- 今度は愛妻家（2010年）
- THE LAST MESSAGE 海猿-UMIZARU-（2010年） - 尾北 役
- 手塚治虫のブッダ -赤い砂漠よ!美しく-（2011年） - 刑吏2 役 ※声の出演
- 探偵はBARにいる（2011年） - チンピラ 役
- はやぶさ 遥かなる帰還（2012年) -  JAXA 日野助教授 役
- 北のカナリアたち（2012年）
- 探偵はBARにいる2 ススキノ大交差点（2013年） - マスコミ関係者 役
- 凍牌（2013年）
- 利休にたずねよ（2013年）
- BUDDHA2 手塚治虫のブッダ -終わりなき旅-（2014年） ※声の出演
- あいときぼうのまち（2014年） - 学徒動員の教師 役
- ふしぎな岬の物語（2014年）
- 暗殺教室 - 陸上自衛官 役（2015年）
- おかあさんの木（2015年）
- 日本のいちばん長い日（2015年） - 宮内庁職員 役
- 海難1890（2015年） - 樫野地区住民 役
- 暗殺教室～卒業編～ - 陸上自衛官 役（2016年）
- 探偵はBARにいる3（2017年） - モンローの夫 役
- 秋の午後 (2017年)  - 吾郎 役
- 北の桜守（2018年） - 医師 役
- ビブリア古書堂の事件手帖  - 古本市客 役（2018年）
- 麻雀覇道伝説 天牌外伝1・2・3・4（2018年-2019年） - ママ 役
- 10万分の1(2020年)　- 医師 役
- いのちの停車場 (2021年) - 若林萌の父 役
- 大怪獣のあとしまつ (2022年)- 道尾創 役
- レイニーブルー（2025年公開予定）[4]

### 舞台
- ジュリエットの森
- レッドレイン
- 鏡の魚
- エンゼルウイング・シングルウイングズ (2018年)
- 飛行場長サンテグジュペリ (2021年)

### その他
- ポスター：ユニクロ
- 声優：SIREN2（2006年） - 沖田宏 役